# The C Word
"The C Word" é o 14.° episódio da primeira temporada da série de televisão de comédia de situação norte-americana 30 Rock. Teve o seu enredo escrito por Tina Fey, criadora e ainda produtora executiva do seriado, e foi realizado por Adam Bernstein. A sua transmissão original nos Estados Unidos ocorreu na noite de 15 de Fevereiro de 2007 através da rede de televisão National Broadcasting Company (NBC). Dentre as estrelas convidadas, estão inclusas Rachel Dratch, Keith Powell, Lonny Ross, Katrina Bowden, Rip Torn, Kevin Brown, Grizz Chapman, John Lutz, e Charlyne Yi.
No episódio, após receber críticas dos seus colegas devido aos seus hábitos e comportamentos no local de trabalho, Liz Lemon (interpretada por Fey), argumentista-chefe do TGS with Tracy Jordan, decide ser mais tolerante com a sua equip. Enquanto isso, o executivo Jack Donaghy (Alec Baldwin) leva Tracy Jordan (Tracy Morgan), o astro do TGS, a um evento de golfe importante para que consiga se aproximar de Don Geiss (Torn), o director exectivo da General Electric (GE); no entanto, este tiro sai pela culatra quando Tracy decide soltar as suas "bombas da verdade."
Fey revelou em Dezembro de 2015 que a trama envolvendo a personagem interpretada por si foi inspirada por um incidente similar vivido por ela, no qual o colega Colin Quinn insultou-a usando um termo pejorativo. Em geral, embora não universalmente, "The C Word" foi recebido com opiniões positivas pelos membros da crítica especialista em televisão do horário nobre. De acordo com os dados publicados pelo sistema de mediação de audiências Nielsen Ratings, o episódio foi assistido por uma média de 5,00 milhões de telespectadores norte-americanos, e foi-lhe atribuída a classificação de 2,5 e seis de share no perfil demográfico dos telespectadores entre os 18 aos 49 anos de idade.

## Produção
"The C Word" é o 14.° episódio da primeira temporada de 30 Rock. O seu enredo foi escrito por Tina Fey — criadora, produtora executiva e ainda actriz principal do seriado — e foi realizado por Adam Bernstein. Assim, marcou a sexta vez que Fey recebe um crédito pelo seu trabalho como argumentista no seriado, sendo "Up All Night" o seu crédito anterior, e a quinta vez que Bernstein realiza um episódio de 30 Rock, sendo "Tracy Does Conan" o seu crédito anterior.
O enredo de "The C Word" foi inspirado em uma experiência real vivida por Fey enquanto trabalhava como membro da equipa do programa de televisão humorístico Saturday Night Live (SNL). Segundo o relatado por Fey em entrevista à revista electrónica Entertainment Weekly em Abril de 2007, o insulto foi usado contra ela, que no momento ficou "bastante furiosa e tive essa reacção estranha na qual fiquei a pensar 'Você não pode me chamar disso! Os meus pais me amam e não sou filha de alcoólatras que toleram essas merdas!'". Em uma outra ocasião, acrescentou que o enredo foi baseado "na experiência de ter alguém chamar-me isso e não saber como lidar com ele." Em Dezembro de 2015, Fey finalmente revelou ter sido Colin Quinn, apresentador do "Weekend Update" de 1998 a 2000, o argumentista que a insultou, em circunstâncias similares às de "The C Word". Quinn rejeitou convites para participar de 30 Rock em três ocasiões; no entanto, a sua relação com Fey se reestabeleceu um tempo após ele ter se desculpado, tendo eles reconciliado na celebração do quadragésimo aniversário do SNL. De acordo com o sugerido pela biografia Bossypants (2011), Quinn não foi a única pessoa a usar esse insulto nela.

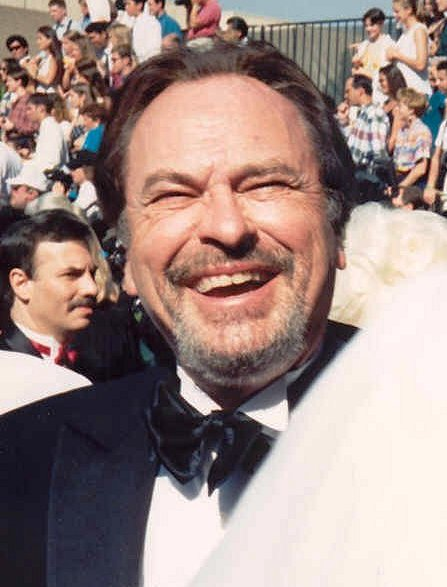
"The C Word" marcou a estreia de Rip Torn, intérprete do diretor executivo Don Geiss, em 30 Rock.

"[No momento] eu estava a tentar ajudar a ele [Colin Quinn] em um programa que ele estava a conceber, e acho que a sua ansiedade acerca do projecto acabou por se expressar. Foi mesmo aleatório. Eu fiquei tipo, 'O quê!? Ele gravou-me uma mensagem [no atendedor de chamadas] e disse isso.' [...] Normalmente, quando alguém te chama disso, tu ficas tipo, 'eu sei o que fiz'."

— Tina Fey comentando sobre a experiência de ter sido insultada com a palavra C em entrevista ao programa de rádio de Howard Stern.
Rachel Dratch, parceira de longa data e companheira de comédia de Fey no SNL, foi originalmente escolhida para interpretar a personagem Jenna Maroney. Dratch interpretou o papel no episódio piloto original do seriado, nunca transmitido na televisão. No entanto, em Agosto de 2006, foi anunciado que a actriz Jane Krakowski iria substituir Dratch neste papel, com esta última interpretando várias personagens diferentes ao longo da série. Segundo Fey, Dratch era "melhor adaptada para interpretar uma variedade de personagens secundárias excêntricas," e o papel de Jenna era para ser desempenhado em "linha recta." "Ambos Tina e eu obviamente adoramos Rachel, e nós queríamos encontrar uma maneira na qual pudéssemos explorar a sua força," afirmou o produtor Lorne Michaels em entrevista à revista Variety. "The C Word" marcou a nona aparição de Dratch em 30 Rock e a terceira como a tratadora de gatos Greta Johanssen. Kevin Miller, que também participou de "The C Word" interpretando uma versão fictícia de si mesmo, veio a trabalhar no SNL como produtor. "The C Word" marcou também a estreia do actor Rip Torn, intérprete do diretor executivo Don Geiss, em 30 Rock. Todavia, embora o seu nome tenha sido listado durante a sequência dos créditos de abertura, a actriz Jane Krakowski, intérprete da personagem Jenna Maroney, não participou de "The C Word".
O actor e comediante Judah Friedlander, intérprete da personagem Frank Rossitano em 30 Rock, é conhecido pelos seus bonés de camioneiro de marca registada que usa dentro e fora da personagem Frank. Os chapéus normalmente apresentam palavras ou frases curtas estampadas neles. Friedlander afirmou que ele próprio é quem faz os acessórios. Revelou também que "alguns deles são brincadeiras íntimas, e alguns são simplesmente piadas." A ideia veio do persona de Friedlander nas suas apresentações de comédia stand-up, nas quais os objectos de adorno estão todos estampados com a escrita "campeão mundial" em línguas e aparências diferentes. Em "The C Word", Frank usa bonés que leem "1,000,000 POINTS" e "UFO Cop".

## Enredo
Jack Donaghy (interpretado por Alec Baldwin), o vice-presidente da televisão da Costa Leste e manufactura de microondas da GE, convida Tracy Jordan (Tracy Morgan) para um evento de golfe de caridade em prol das diabetes, organizado pela empresa. De princípio, Jack faz este convite para usar Tracy como engodo de maneira a aproximar-se ainda mais de Don Geiss (Rip Torn), director executivo da GE. Porém, já no evento, Tracy apercebe-se que foi trazido na expectativa de se comportar como "o homem negro engraçado." Então, irrita-se e acusa Geiss de não contratar pessoas negras e, como consequência, ambos Tracy e Jack são banidos do jogo de golfe com o director executivo. Jack acaba virando contra Tracy, que além de não se importar, lança as suas "bombas da verdade." Mais tarde, para fazer as pazes com os dois executivos, o actor dá um discurso emocionante sobre a batalha da filha contra as diabetes, para a comoção de Geiss, que acaba convidando Jack e Tracy e a filha de Tracy para a vinha. Porém, Tracy admite a Jack que não tem uma filha, o que leva Jack a dizer: "Vamos ter uma sessão de casting na segunda-feira".
Enquanto isso, no estúdios do TGS with Tracy Jordan, a argumentista-chefe Liz Lemon (Tina Fey) e sua equipa discutem tópicos para usarem no programa. John D. Lutz sugere o segmento "Dancing with the Hobos", que Liz critica e usa para ridicularizar o guionista na frente da equipa. Mais tarde, em conversa com a tratadora de gatos Greta Johanssen (Rachel Dratch), Liz acaba por ouvir Lutz referir-se a ela usando a palavra C. Indignada, Liz  desabafa sobre o incidente com o produtor Pete Hornberger (Scott Adsit) e o colega arumentista Frank Rossitano (Judah Friedlander), expressando desejo de despedir Lutz. Então, Frank revela que este comportamento de Lutz é devido ao falecimento da sua avó. Porém, após receber críticas pelo seu comportamento para com a sua equipa, Liz começa a fazer mudanças na sua atitude, mas acaba por se arrepender quando os seus subordinados começam a se aproveitar dela. Irritada, ela confronta-os sobre as suas acções logo após receber consolo através de um dos vários discursos da personagem Julia Sugarbaker (Dixie Carter), do seriado Designing Women. Liz diz a Lutz que ela sabe o que ele a chamou e avisa a todos que se alguém a chamar pela "palavra horrível," será despedido.
Não obstante, o estagiário Kenneth Parcell (Jack McBrayer) desenvolve uma paixoneta pela colega estagiária Grace Park (Charlyne Yi), que reciproca este sentimento. Kenneth explica a Peter que tem receio de "desgraçar o pavão" caso se envolva romanticamente com ela. Os encontros subsequentes entre o par revela-se cada vez mais constragendor, e Kenneth acaba expressando os seus sentimentos a Grace. No entanto, o beijo trocando entre eles acaba por ser interrompido pelos deveres laborais do estagiário, o que lhe possibilita esquecer-se dela.

## Repercussão
Nos Estados Unidos, a transmissão original de "The C Word" decorreu na noite de 15 de Fevereiro de 2007 através da NBC. De acordo com as estatísticas publicadas pelo serviço de mediação de audiências Nielsen Ratings, naquela noite, o episódio foi visto em cinco milhões de agregados familiares e recebeu a classificação de 2,5 e 6 de share na fixa demográfica dos telespectadores entre os dezoito aos 49 anos de idade. Isso significa que ele foi visto por 2,5 por cento de todos os jovens de dezoito a 49 anos, e seis por cento de todas as pessoas de 18 a 49 anos de idade que estavam a assistir televisão no momento da transmissão. Na cerimónia dos prémios dos Editores de Cinema Norte-americanos, decorrida a 17 de Fevereiro de 2008, o desempenho de Ken Eluto em "The C Word" rendeu a 30 Rock uma nomeação na categoria Melhor Série de TV de Meia-Hora Editada. Porém, foi Steven Rasch quem venceu pelo seu trabalho no episódio "The Bat Mitzvah" do seriado Curb Your Enthusiasm.
| Críticas profissionais | Críticas profissionais |
| Avaliações da crítica  | Avaliações da crítica  |
| Fonte                  | Avaliação              |
| ---------------------- | ---------------------- |
| AOL                    | (positiva)             |
| A.V. Club              | B                      |
| IGN                    | 7,8/10                 |
| TV Guide               | (positiva)             |

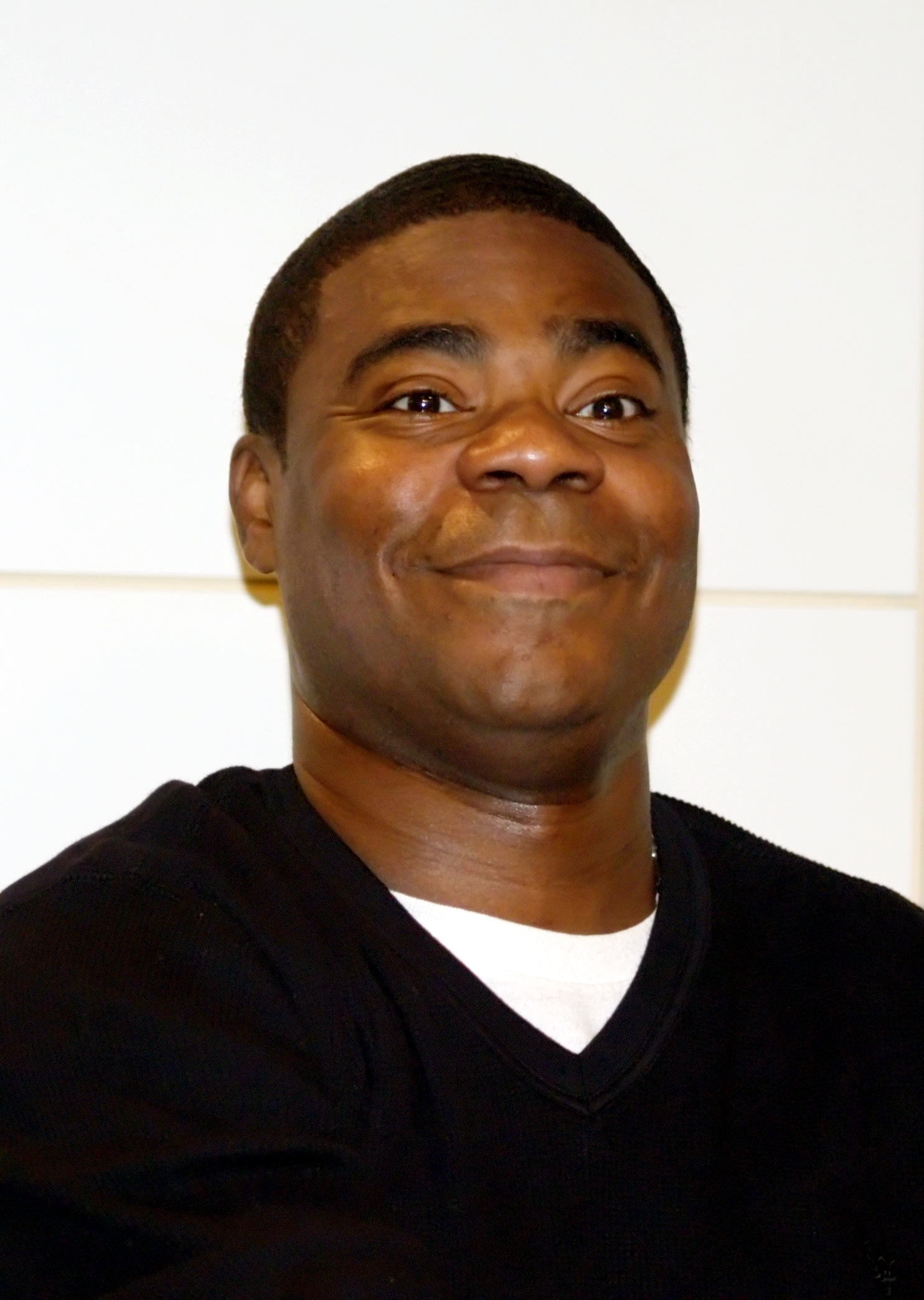
O desempenho de Tracy Morgan foi bastante elogiado, assim como o seu enredo que lidou com estereotipagem.

Segundo o analista de televisão Robert Canning, na sua análise para o portal britânico IGN, apesar de "algumas das ideias acabarem por não atingir as expectativas, houve mesmo assim abundância de momentos laugh-out-loud [...] No final, o guião excelente superou a capacidade inventiva defeituosa e contribuiu para tornar este em mais um episódio repleto de risadas de 30 Rock." Além disso, Canning elogiou os argumentistas por permitir aos telespectadores presenciar o emparelhamento das "personalidades opostas" de Jack e Tracy, e opinou que apesar do enredo de Liz ter seus momentos engraçados, foi difícil "superar o facto de essa não ser exactamente a Liz que conhecemos," no que diz respeito a ela ser uma chefe "dominadora que pouco se importa com os seus funcionários." Matt Webb Mitovich, para a revista de entretenimento TV Guide, enalteceu todos os enredos do episódio, exprimindo maior apreço pelo de Jack e Tracy. No entanto, comentou que a trama de Liz poderia ter sido um pouco melhor se How I Met Your Mother não tivesse já abordado a "palavra-C" em um episódio transmitido recentemente. "O enredo de Liz tinha uma mensagem — que por ser uma argumentista-chefe feminina, ela é julgada sob um padrão diferente, mas não deve ser assim. Além disso, sua história deu-nos aquela vitória enxurrada de analepses para momentos nos quais ela se comportou como a... senhora não muito simpática."
Por outro lado, na sua análise para a coluna televisiva TV Squad do portal AOL, Julia Ward descreveu "The C Word" como "mais uma grande semana" da "representação contínua do que uma rapariga trabalhadora é" por Fey, e considerou o emparelhamento de Alec Baldwin e Rip Torn "uma jogada genial." Acerca da performance de Tracy Morgan, aplaudiu o discurso "extremamente engraçado" da sua personagem e expressou felicidade por vê-lo receber "tempo amplo no ecrã... que foi uma boa mudança de ritmo." Igualmente, Erik Adams, para o jornal de entretenimento A.V. Club, viu o episódio como uma oportunidade "formidável" para Morgan, "que pôde atacar percepções errôneas que de alguma maneira conseguiram sobreviver até ao século XXI enquanto trazia-nos o tipo de performance que aprofundam Tracy Jordan e impedem a personagem de cair na esfera da estereotipagem.